# 俄羅斯帝國陸軍
俄羅斯帝國陸軍（羅馬化：Russkaya imperatorskaya armiya）是俄羅斯帝國的陸軍部隊，在1721年彼得大帝稱帝、俄羅斯帝國成立後創建，直至1917年俄國革命解散。在19世紀中葉，俄羅斯帝國陸軍由超過900,000名正規軍及近250,000名非常備軍人（多數為哥薩克人）組成。

## 歷史
彼得大帝之前的俄国沙皇都有一支世袭的职业火枪手队伍，称为射击军 "streltsy"。这支队伍由伊凡雷帝组建的，最初是一支有效的部队，但后来变得非常不可靠且纪律涣散。战争时期，部队由农民充实。
新军团（Полки нового строя 或 Полки иноземного строя，Polki novovo (inozemnovo) stroya）是俄语术语，用于描述17世纪沙皇俄国按照西欧军事标准组建的军事单位。
团的种类多种多样，如正规军、龙骑兵和步兵团。1631年，俄罗斯人在莫斯科建立了两个正规军团。1632-1634 年斯摩棱斯克战争期间，又组建了六个正规团、一个黑骑兵团和一个龙骑兵团。最初，他们招募无地男爵和乡绅的子女、志愿兵、哥萨克和其他人。指挥官大多是外国人。与波兰的战争结束后，所有军团都被解散。在另一次俄波战争期间，这些军团再次成立，并成为俄军的主要力量。通常情况下，正规军团和龙骑兵团的士兵都是终身服役的 "大头兵"。重装兵则由小户人家或没有土地的乡绅和男爵的子女组成，他们服役时获得金钱（或土地）报酬。半数以上的指挥官是士绅代表。在和平时期，一些军团通常会被解散。
1681年，共有33个正规军团（61000人）和25个龙骑兵团和黑骑兵团（29000人）。17世纪末，新军团占俄罗斯军队的一半以上，18世纪初被用于组建正规军。
俄罗斯的征兵制度是彼得大帝于1699年12月实行的，但有报道称彼得大帝的父亲也曾实行过征兵制度。应征入伍者被称为 "新兵"（不要与自愿入伍混淆，后者直到 20 世纪初才出现）。
彼得按照德国模式组建了一支现代正规军，但有一个新的方面：军官不一定来自贵族，因为有才能的平民会得到晋升，最终在达到军官级别时会获得贵族头衔（这种晋升后来在凯瑟琳大帝统治时期被废除）。对农民和城镇居民的征兵以每个定居点的配额制为基础。最初是根据家庭数量，后来则是根据人口数量。
18世纪的服役期为终身制。1793年，任期缩短为25年。1834年，减少到20年加5年后备役，1855年减少到12年加3年后备役。

## 外部連結
- Николаев Н. Г. Исторический очерк о регалиях и знаках отличия русской армии: В 2 т. — СПб.: Тип. П. П. Сойкина, 1898—1899.（页面存档备份，存于） на сайте Runivers（俄语：Руниверс）
- Сайт «Русская Императорская Армия»（页面存档备份，存于）